# Villalán de Campos
Villalán de Campos és un municipi de la província de Valladolid a la comunitat autònoma espanyola de Castella i Lleó. Limita al NE amb Villavicencio de los Caballeros, a l'E amb Ceinos de Campos, al S amb Aguilar de Campos i al NO amb Bolaños de Campos.

## Demografia
| 1996 | 1998 | 1999 | 2000 | 2001 | 2002 | 2003 | 2004 | 2005 | 2006 |
| ---- | ---- | ---- | ---- | ---- | ---- | ---- | ---- | ---- | ---- |
| 54   | 58   | 58   | 55   | 57   | 55   | 53   | 52   | 53   | 51   |